# Blair Larsen
Pour les articles homonymes, voir Larsen.
Pas d'image ? Cliquez ici

a Compétitions nationales et continentales officielles uniquement.

b Matchs officiels uniquement.
Dernière mise à jour le 9 mars 2023.
 Blair Peter Larsen, né le 20 janvier 1969 à Takapuna (Nouvelle-Zélande), est un ancien joueur de rugby à XV qui a joué avec l'équipe de Nouvelle-Zélande. Il évoluait au poste de deuxième ligne ou troisième ligne aile (1,98 m pour 97 kg).

## Carrière

### Franchise et province
Il a joué avec la province de North Harbour et avec les Waikato Chiefs dans le Super 12.
Larsen a joué pendant trois saisons au Japon.

### Équipe nationale
Il a disputé ensuite son premier test match avec l'équipe de Nouvelle-Zélande  le 22 avril 1992 contre un XV mondial. Son dernier test match fut contre l'Afrique du Sud,  le 24 août 1996. 
Il a joué quatre matchs de la coupe du monde de rugby 1995.

## Palmarès

### En club
- Nombre de matchs avec la province de North Harbour : 92
- Nombre de matchs de Super 12 : 23

### En équipe nationale
- Finaliste de la Coupe du monde 1995

## Statistiques

### En équipe nationale
De 1992 à 1996, Walter Little compte 17 sélections avec les All-Blacks, inscrivant 4 points. Avec les Kiwis, il dispute une Coupe du monde en 1995.